# لحيفة المكتب
لحيفة المكتب (فرنسية: sous-main) هي قطعة من القماش ونحوه توضع فوق المكتب للكتابة عليها. ومن اللحائف أيضا لحيفة الشرب sous-verre ولحيفة فأرة الحاسوب mousepad.